# Mikaël (auteur)
 (septembre 2015).
Si vous disposez d'ouvrages ou d'articles de référence ou si vous connaissez des sites web de qualité traitant du thème abordé ici, merci de compléter l'article en donnant les références utiles à sa vérifiabilité et en les liant à la section « Notes et références ».
Pour les articles homonymes, voir Mikaël (homonymie).
Mikaël est un auteur de bande dessinée franco-canadien né en 1974 en France.

## Biographie
Autodidacte, le Franco-Canadien Mikaël œuvre dans le milieu de la bande dessinée depuis 2001. Il publie tout d'abord des récits destinés aux jeunes lecteurs dont il signe à la fois le scénario, le dessin et la couleur. Il s'inspire des contes traditionnels, de la nature et de ses nombreux voyages à travers le monde pour réaliser des histoires au style graphique reconnaissable tout en couleur et en douceur.
À partir de 2012, les éditions Glénat lui offrent la possibilité de travailler avec le scénariste Thierry Lamy sur la série Promise, un western sombre et terrifiant bien loin de son univers de prédilection. Il développe alors au fur et à mesure des trois tomes de cette série, un style personnel semi-réaliste à l'encrage puissant qui le mènera à partir de 2017 à la réalisation de sa trilogie new-yorkaise avec Giant, Bootblack et Harlem aux éditions Dargaud. Cette série d'histoires dans le milieu immigrant et interlope du  New York de l'entre-deux-guerre est l'occasion pour Mikaël de travailler de nouveau en qualité d'auteur complet.
Passionné par la puissance narrative de la bande dessinée, Mikaël ne cesse d'explorer les capacités de ce medium que ce soit seul ou en collaboration avec d'autres auteurs, afin de raconter au mieux des histoires où l'humain est toujours placé au cœur du récit.

## Publications

### One shot
- Circus, Clair de lune, « Îlot Terre d'Expression », 2012
Scénario, dessin et couleurs : Mikaël -  (ISBN 978-2-353-25404-0)
- Félice et le Flamboyant Bleu , PLB, 2010
Scénario, dessin et couleurs : Mikaël -  (ISBN 978-2-353-65061-3)

- Félice et la case hurlante, PLB, 2013
Scénario, dessin et couleurs : Mikaël
- Félice et le roi crabe, PLB, 2016
Scénario : Mikaël - Dessin et couleurs : Vallerand -  (ISBN 978-2-353-65061-3)
- La Neige, Clair de lune, « Ilot », 2008
Scénario, dessin et couleurs : Mikaël -  (ISBN 978-2-353-25078-3)

- Les Nuages, Clair de lune, « Ilot », 2007
Scénario, dessin et couleurs : Mikaël

## Récompenses
- 2010 : mention spéciale du jury jeunesse du prix d'Ouessant en France pour Félice et le Flamboyant bleu (éd. PLB).
- 2015 : grand prix de la ville de Québec au Canada pour Promise-tome 2 : L'Homme-Souffrance (Éd. Glénat).
- 2016 : grand prix de la ville de Québec au Canada pour le troisième tome Promise : Incubus (Éd. Glénat).
- 2017 : prix BD RTL (juin 2017) pour le premier tome de Giant (Éd. Dargaud)[1],[2].
- 2019 : prix Albéric-Bourgeois au festival BD-Québec pour le tome 2 de Giant (éd. Dargaud).